# Топкая (приток Гумбейки)
То́пкая — река в России, протекает по Челябинской области. Устье реки находится в 174 км по левому берегу реки Гумбейка. Длина реки составляет 16 км.

## Данные водного реестра
По данным государственного водного реестра России, Топкая относится к Уральскому бассейновому округу. Водохозяйственный участок реки — Урал от Магнитогорского гидроузла до Ириклинского гидроузла. Речной бассейн Топкой — Урал (российская часть бассейна).
Код объекта в государственном водном реестре — 12010000312112200001779.